# Ridderstrijd
Ridderstrijd is een bordspel dat gemaakt werd door Milton Bradley in samenwerking met Games Workshop in 1992, en oorspronkelijk in het Engels op de markt kwam onder de titel Battle Masters. Het is ontworpen door Stephen Baker, die ook de bedenker is van gelijkaardige spelen gebaseerd op het Warhammer Fantasy Battle universum, zoals HeroQuest en StarQuest.
Het wordt gekenmerkt door een zeer eenvoudig spelsysteem dat erg vlot verloopt: ondanks het aanzienlijk aantal spelstukken, duurt een spelletje typisch maar een halfuurtje.
Het 'bord' is echter zo groot dat het niet op een normale tafel past, en meestal op de grond gelegd wordt.
De visuele aantrekkelijkheid, de fantasie elementen, het eenvoudig en snel te leren spelsysteem en de sterke invloed van kans en geluk maken het spel zeer aantrekkelijk voor kinderen.

## Onderdelen van het spel
Ridderstrijd confronteert de 'goede' troepen van het Keizerrijk met de 'kwade' legers van Chaos.
De troepen van het Keizerrijk bestaan uit ridders, hellebaardiers, boogschutters, en het speciale 'machtige kanon'.
De legers van Chaos bestaan uit chaos-krijgers en boogschutters, en een allegaartjes van bokkemannen, orks, wolfrijders, enz..., maar ook de speciale 'gruwel'.
De legers verplaatsen zich op een grote vinyl mat, die grafisch verdeeld is in zeshoekige vakken, die elk een bepaald type terrein voorstellen. Met bijgevoegde plastieken en kartonnen stukken kan dit speelbord enigszins aangepast worden.
De legers worden voorgesteld door een groot aantal plastieken miniaturen. In tegenstelling tot de typische 'Warhammer' spelletjes worden deze niet elk individueel op een basis gemonteerd, maar meestal met 3 tot 5 tegelijk op een grote plastieken basis, om zo legereenheden voor te stellen. De miniaturen zijn bij levering niet geschilderd, in tegenstelling tot de uitbundig versierde map en kartonnen speelstukken, maar kunnen wel versierd worden met bijgeleverde plakkertjes met vlaggen, wapenschilden, enz...

## Spelsysteem
Elke legereenheid, behalve de speciale 'machtige kanon' en 'gruwel', heeft op zich slechts 2 eigenschappen: een aantal levens, en een gevechtssterkte. Het aantal levens is bijna altijd 3, maar uitzonderlijk slechts 1 (als er slechts 1 mannetje in de eenheid zit). De gevechtssterkte staat op de basis van de eenheid afgebeeld, en zegt hoeveel dobbelstenen de eenheid werpt om aan te vallen of zich te verdedigen.
De manier waarop de eenheden worden gebruikt is wellicht meest unieke aspect van dit spel: de spelers spelen immers niet om beurten. In plaats daarvan is er een grote stapel van kaarten, die voor het spel goed geschud wordt, en waarvan elke beurt één kaart getrokken wordt. Deze kaart zegt welke legereenheden deze beurt mogen zetten. Dit kan één type legereenheid zijn, bv. alle gewone ridders, maar kan ook een aantal types van legereenheden zijn - doch altijd van één zijde, bv. hellebaardiers en boogschutters. De speler mag dan alle legereenheden op het bord, die afgebeeld staan op de kaart, verzetten: 1 vak verplaatsen, 1 keer aanvallen, of allebei in de volgorde naar keuze. Enkele speciale kaarten maken hierop een uitzondering, en laten de eenheid toe om 2 keer te zetten, of 2 keer aan te vallen, of om heel het leger te verplaatsen zonder aan te vallen. Is de stapel verbruikt, dan  worden de kaarten opnieuw geschud.
Verplaatsen gebeurt door de eenheid te verzetten naar een aangrenzend, leeg en toegankelijk vak, maar is steeds optioneel. 1 vak kan nooit meer dan 1 eenheid bevatten.
Aanvallen kan door een vijandige eenheid binnen bereik te kiezen; voor boogschutters is dit 2 of 3 vakken ver, voor het 'machtige kanon' is er een speciale regeling, en voor alle andere eenheden moet dit een aangrenzend vak zijn. Vervolgens gooien beide zijden een aantal gevechtsboddelstenen gelijk aan hun gevechtssterkte. De aanvaller telt het aantal doodskoppen die hij gegooid heeft, de verdediger telt daar het aantal schilden dat hij gegooid heeft af; indien het resultaat positief is, trekt de verdediger dit van zijn resterend aantal levens af. Indien hij geen levens meer overhoudt, is de eenheid vernietigd, en wordt van het bord gehaald. Boogschutters en het machtige kanon mogen enkel verplaatsen of aanvallen, alle andere eenheden mogen beide doen als ze aan beurt zijn.

### Speciale eenheden
Elke zijde heeft een speciale eenheid die, wanneer ze aan zet is, volgende speciale regels te werk gaat. Ze hebben elk ook een apart stapeltje kaarten om hun acties uit te werken.
Voor het Keizerrijk is er het machtige kanon. Wanneer het kanon aan zet is, kan de speler kiezen om het kanon te verplaatsen naar een aangrenzend vaak, of om aan te vallen. Om aan te vallen kiest de speler een doelwit, en legt de doelwit-kaart erop. vervolgens kiest hij een pad naar het doelwit, en trekt telkens een kaart van de stapel verborgen kanonkaarten. Hij draait die kaart om en legt ze op het volgende vak op het pad. Is de eerste kaart een explosie, dan moet hij de volgende kaart op het kanon zelf leggen en het effect toepassen - het kanon kan daardoor levens verliezen, of zelf vernietigd worden, en de beurt is gedaan. Anders moet het effect van de kaart toegepast worden: een vliegende kanonbal doet niets, een botsende kanonbal brengt 1 levenspunt schade toe aan de eenheid op het vak (als er één is, ook als dit een eenheid van het eigen leger is), en een explosie vernietigt de eventuele eenheid in het vak en beëindigt de beurt. Bereikt het pad het doelwit, dan wordt deze automatisch vernietigd.
Voor Choas is er de gruwel. Is deze aan zet, dan moet de speler van de geschudde stapel gruwelkaarten trekken. Is de kaart een verplaatsingskaart, dan mag hij de gruwel naar een aangrenzend vak verzetten; is het een aanvalskaart, dan mag hij een vijand in een aangrenzend vak aanvallen. Hij doet dit tot alle kaarten van de stapel getrokken zijn. Aanvankelijk zijn er 6 gruwelkaarten in de stapel, maar telkens de gruwel een leven verliest, verliest hij ook een willekeurige kaart uit de stapel. Aldus heeft hij 6 levens, maar hoe minder levens hij overhoudt, hoe zwakker hij wordt.

## Uitbreidingen
2 uitbreidingen met werden uitgebracht: 1 voor elke zijde, met vooral extra eenheden, en enkele aanvullende regels.
Voor het Keizerrijk brengt dit vooral extra ridders, en voor Chaos vooral extra gruwels in het spel.

## Tactisch
Het spelsysteem is vrij eenvoudig en het verloop wordt sterk beïnvloed door kanselementen: het gooien van gevechtsdobbelsten en strekken van kaarten om te bepalen welke eenheden mogen zetten, en om de acties van de speciale eenheden te bepalen. Niettemin zal een slimme speler snel een aantal tactieken ontdekken die zijn kansen sterk verbeteren. Belangrijke elementen in dit opzicht:
- een eenheid verliest nooit levens door aan te vallen
- de 'snelheid' van een eenheid wordt bepaald door het aantal kaarten in de stapel die hem toelaten te bewegen, en eventuele speciale kaarten die hem extra doen bewegen
- de aanvalskracht van een eenheid wordt niet alleen bepaald door zijn gevechtssterkte, maar ook door het aantal kaarten dat hem toelaat om aan te vallen, en eventuele speciale kaarten die hem toelaten om 2x aan te vallen of een aanvalsbonus geven
- een speler kan meerdere keren na elkaar aan beurt zijn als de kaarten telkens zijn legereenheden tonen
- het nut van een getrokken kaart hangt sterk af van de types eenheden die erop staan, en hoeveel van die eenheden de speler nog in het spel heeft

Dit maakt dat voor de speler van het Keizerrijk de ridders de belangrijkste eenheden zijn: ze zijn met redelijk veel, zijn krachtig, maar hebben vooral zeer veel kaarten. Het speciale en erg krachtige 'machtige kanon' is daarentegen van minder belang omdat het slechts weinig kaarten heeft, en daardoor moeilijk in positie is te brengen; bovendien is het moeilijk te verdedigen. De schutters zijn relatief sterk en kunnen een sterke verdediging vormen, terwijl de hellebaardiers vooral als buffer dienen. Het houden van de linie met welgerichte aanvallen door de ridders is een sterke strategie die in veel scenario's goede resultaten geeft. Hij moet daarbij goed opletten dat de ridders niet worden geblokkeerd door de andere eenheden. Het 'machtige kanon' is van strategisch belang vooral omdat het de vijand kan afschrikken of juist uitdagen. Het grootste ongeluk dat de speler kan overkomen is het verlies van de ridders.
De 'Chaos' speler controleert een veel grotere variëteit aan legereenheden, en heeft het daardoor iets lastiger. Zijn grootste troef is het grote aantal troepen, die de vijand kunnen omsingelen. De wolfrijders zijn bijzonder 'snelle' eenheden die echter zwak zijn, en daardoor snel verslagen. Een sterke strategie tegen het Keizerrijk is het weglokken en omsingelen van de ridders, of als dat niet lukt: het breken en omsingelen van de vijandelijke linie. Daarbij is het belangrijk de gruwel zo goed mogelijk te benutten, en de wolfrijders te gebruiken om verrassingsaanvallen uit te voeren.